# Giulio Mozzi
Giulio Mozzi (Camisano Vicentino, 17 giugno 1960) è uno scrittore, curatore editoriale e poeta italiano.

## Biografia
Studia a Padova, al Ginnasio Liceo Tito Livio, conseguendo il diploma a pieni voti; effettua poi il servizio civile presso la Casa del Fanciullo. Dopo l'esordio, avvenuto nel 1993 con la raccolta di racconti Questo è il giardino, pubblicata dall'editore Theoria, ha cominciato a svolgere collaborazioni editoriali, fino a segnalarsi come uno dei più interessanti scout letterari italiani. Inoltre, dal 2002 al 2009 ha curato la narrativa italiana per la casa editrice Sironi e da marzo 2008 a febbraio 2014 è stato consulente di Einaudi Stile Libero. Dal 2014 al 2019 è stato consulente per la narrativa italiana di Marsilio Editori. Dal 2020 al 2024 ha curato la collana di narrativa sperimentale fremen per Laurana Editore.
Ha pubblicato alcuni libri di racconti e un romanzo. Nel 1996, con La felicità terrena, entra nella cinquina dei finalisti del Premio Strega. Un suo racconto chiude il Meridiano Racconti italiani del Novecento curato da Enzo Siciliano.
È stato tradotto in Francia (Le bonheur terrestre, Laffont 1998) e negli USA (This is the Garden, Open Letter 2014).
Nella sua attività letteraria e artistica ha fatto talvolta uso di pseudonimi. Insieme all'artista Bruno Lorini ha creato nel 1998 un artista immaginario, Carlo Dalcielo, le cui opere, esposte in mostre e pubblicate in forma di libro, sono spesso di natura collettiva . Nel 2013 ha creato una poetessa erotica immaginaria, Mariella Prestante .
Sono frutto del suo lavoro di scouting letterario le prime pubblicazioni di autori come Tullio Avoledo, Massimo Cassani, Leonardo Colombati, Giorgio Falco, Antonio Pagliaro, Vitaliano Trevisan, Mariolina Venezia, Ivano Porpora, Alessandra Sarchi, Umberto Casadei, Gian Marco Griffi.

## Opere

### Racconti
- Questo è il giardino, Theoria 1993; Sironi 2005, tradotto da Elizabeth Harris, This is the garden, Open Letter, 2014. Vincitore del Premio Mondello Opera Prima [9].
- La felicità terrena, Einaudi 1996; Laurana 2012. Finalista al Premio Strega [10].
- Il male naturale, Mondadori 1998; Laurana 2011. Finalista al Premio Bergamo 1999 [11].
- Fantasmi e fughe, Einaudi 1999.
- Fiction, Einaudi 2001; Laurana 2017 (nuova edizione intitolata Fiction 2.0).
- Sono l'ultimo a scendere (e altre storie credibili), Mondadori 2009. Vincitore del Premio Settembrini 2011 [12].
- Un mucchio di bugie. Racconti scelti 1993-2017, con una nota di Gilda Policastro, Laurana 2020.
- Vite parallele e fantastiche di Pellegra Bongiovanni e Teresa Bandettini, Tetra 2023.

### Romanzi
- Le ripetizioni, Marsilio 2021 (Premio speciale della Fondazione Megamark, Premio Mondello).

### Poesia
- Il culto dei morti nell'Italia contemporanea, Einaudi 2000; con un saggio di Giovanna Frene, Nino Aragno 2018.
- Dall'archivio, Nino Aragno 2014.
- Il mondo vivente, Lietocolle/Pordenonelegge 2020.

### Altre opere letterarie
- Tennis, con Laura Pugno, Nuova Editrice Magenta 2001.
- Sotto i cieli d'Italia, con Dario Voltolini, Sironi 2004.
- La stanza degli animali, Duepunti 2010.
- Favole del morire, Laurana 2015.

### Come Carlo Dalcielo
- Il pittore e il pesce. Una poesia di Raymond Carver, un'opera di Carlo Dalcielo, a cura di Bruno Lorini e Giulio Mozzi, minimum fax 2008.

### Come Mariella Prestante
- Estremi amori, postume querele, a cura di Giulio Mozzi, 'round midnight edizioni 2019.

### Antologie
- Coda. Undici "Under 25" nati dopo il 1970, con Silvia Ballestra, Transeuropa 1996.

### Libri d'attualità
- Quello che ho da dirvi. Autoritratto delle ragazze e dei ragazzi italiani, con Giuseppe Caliceti, Einaudi 1998.
- È da tanto che volevo dirti. I genitori italiani scrivono ai loro figli, con Giuseppe Caliceti, Einaudi 2002.
- Corpo morto e corpo vivo: Eluana Englaro e Silvio Berlusconi, con una nota di Demetrio Paolin, Transeuropa 2009.
- Abitare. Un viaggio nelle case degli altri, con Clementina Sandra Ammendola, prefazione di Marianella Sclavi) Terre di Mezzo 2010.
- 10 buoni motivi per essere cattolici, con Valter Binaghi, prefazione di Tullio Avoledo, Laurana 2011.

### Teoria e didattica della scrittura
- Parole private dette in pubblico. Conversazioni e racconti sullo scrivere, Theoria 1997; nuova edizione aumentata, Fernandel 2002.
- Ricettario di scrittura creativa, con Stefano Brugnolo, Theoria, nuova edizione aumentata Zanichelli 2000.
- Lezioni di scrittura, Fernandel 2001.
- (non) un corso di scrittura e narrazione, Terre di mezzo 2009.
- Il Diario di tutti. Un esperimento di scrittura privata svolto dagli studenti delle scuole superiori della provincia di Trento, a cura di Giulio Mozzi e Amedeo Savoia, Iprase 2010.
- L'insegnante in fiera. Incontri con editori al Salone del Libro di Torino 2010 e percorsi didattici sull'editoria, a cura di Giulio Mozzi e Amedeo Savoia, Iprase 2011.
- Consigli tascabili per aspiranti scrittori, Terre di mezzo 2012.
- Reportage fotografico a parole. Un'avventura di scrittura e correzione, a cura di Giulio Mozzi e Amedeo Savoia, con un contributo di Silva Filosi, Iprase 2013.
- L'officina della parola. Dalla notizia al romanzo: guida all'uso di stili e registri di scrittura (con Stefano Brugnolo), Sironi 2014.
- Oracolo manuale per scrittrici e scrittori, Sonzogno 2019.
- Oracolo manuale per poete e poeti, con Laura Pugno, Sonzogno 2020.
- Immaginare le storie. Atlante visuale per scrittrici e scrittori, con Valentina Durante, Johan & Levi 2022.